# Cista Ficoroni
La Cista Ficoroni è un cofanetto portagioielli, di rame e impropriamente detto in bronzo, decorato di forma cilindrica, finemente cesellato e sormontato da un coperchio ornato da tre sculture, per un'altezza di 77 centimetri. È il migliore reperto conosciuto, per dimensioni, qualità, ricchezza decorativa e stato di conservazione, di cista etrusco-italica.

## Storia e datazione
La cista fu ritrovata a Palestrina da Francesco de' Ficoroni, antiquario, nel 1738. Passò poi al Museo kircheriano per poi finire nella collezione del Museo nazionale etrusco di Villa Giulia a Roma, dove tuttora si trova.
Si ipotizza possa trattarsi di un manufatto del IV secolo a.C., commissionato come dono di dote per la figlia da una matrona di una famiglia nobile prenestina, Dindia Macolnia, ad un artigiano probabilmente di origini campane, come traspare dal nome, Novios Plautios. Ne è conferma l'iscrizione sul coperchio, in latino arcaico (CIL I, 561= ILLRP 1197 = ILS 8562): 
DINDIA MACOLNIA FILEAI DEDIT
NOVIOS PLAUTIOS MED ROMAI FECID
In latino classico:
DINDIA MACOLNIA FILIAE DEDIT
NOVIUS PLAUTIUS ME ROMAE FECIT
"Dindia Macolnia (mi) donò alla figlia / Novio Plauzio mi fece a Roma". Importante è anche la notizia che il manufatto venne eseguito a Roma, mentre il nome dell'artista farebbe pensare a un'origine campana.

## Descrizione
La cista, di forma cilindrica, è decorata da finissime incisioni sul corpo e sul coperchio, con parti di bronzo fuso applicate, quali i tre piedi (uno è rifatto in epoca moderna) con elementi cesellati (Ercole, Iolao e Eros, ripetuto identico). Tre statuette in bronzo, collegate fra di loro tramite le braccia allargate, decorano la cima del coperchio e hanno la funzione di manico.

### Coperchio
Il coperchio è decorato da tre fregi concentrici: al centro un'infiorescenza cruciforme, nella fascia media due scene di assalto di animali (una con protagonista un leone e l'altra con un grifo) e in quella esterna una scena di caccia, forse quella mitologica del cinghiale calidonio. Le tre figurette a tutto tondo sul coperchio, che ritraggono Dioniso e due satiri, fanno da manico. Queste parti applicate non tengono conto della decorazione incisa, per cui non rientrano in un disegno decorativo unitario.

### Corpo
Le incisioni sul corpo si dispongono su una grande fascia centrale, con figure mitologiche, e due alte fasce decorative ai bordi: quella superiore con una doppia serie (dritta e rovescia) di palmette e fiori di loto che inquadrano una piccola testa di Gorgone (gorgoneion); quello inferiore con sfingi alternate a palmette e fiori di loto, con un doppio bordo, uno con kyma lesbio e uno con kyma ionico.
La scena mitologica ritrae un evento del mito degli Argonauti, con la vittoria di Polluce sul re dei Bebrici (popolo della Bitinia), Amico. Gli Argonauti, sbarcati in cerca di approvvigionamenti, sono sfidati dal re, che aveva l'abitudine di attaccare gli stranieri colpendoli a morte coi suoi pugni. Il gigante è però sconfitto dal dioscuro Polluce che, risparmiandogli la vita, gli fa tuttavia promettere di rispettare d'ora in avanti chiunque approdi sull'isola.
La composizione si articola in tre parti principali, che non sono del tutto unite, anche se lo sfondo roccioso del terreno è comune.
La prima scena mostra Polluce che lega Amico all'albero, sotto lo sguardo di Atena e di uno schiavetto con gli accessori del pugilato (tra i quali si ritrova il tipico vaso "a gabbia", noto in altri esemplari prenestini), mentre una Nike volante porta le bende e una corona al vincitore. A destra e a sinistra due coppie di spettatori chiudono a mo' di quinta la scena. Notevole è il senso di spazialità dato anche dalla diversa disposizione dei personaggi ai lati (uno seduto di profilo e uno in piedi di tre quarti a sinistra e uno seduto e uno in piedi di spalle a destra), nei quali sono forse da riconoscere il demone alato Sostene e il fratello di Amico Migdone di Frigia.
La seconda parte, raccordata da un'anfora, comprende alcuni argonauti alla fonte, tra i quali si riconosce un Greco che beve da una kylix decorata (un'altra si trova vicino appesa a un chiodo), un altro che si allena al pugilato e un Papposileno che è seduto e che imita scherzosamente il precedente. In terra giacciono varie anfore, alcune raffigurate in scorcio con notevole virtuosismo.
La terza parte mostra la prua della nave Argo dove si trovano tre Argonauti, mentre un quarto, con una cista e un barilotto in mano, scende da una scaletta e un quinto è lì seduto appresso.

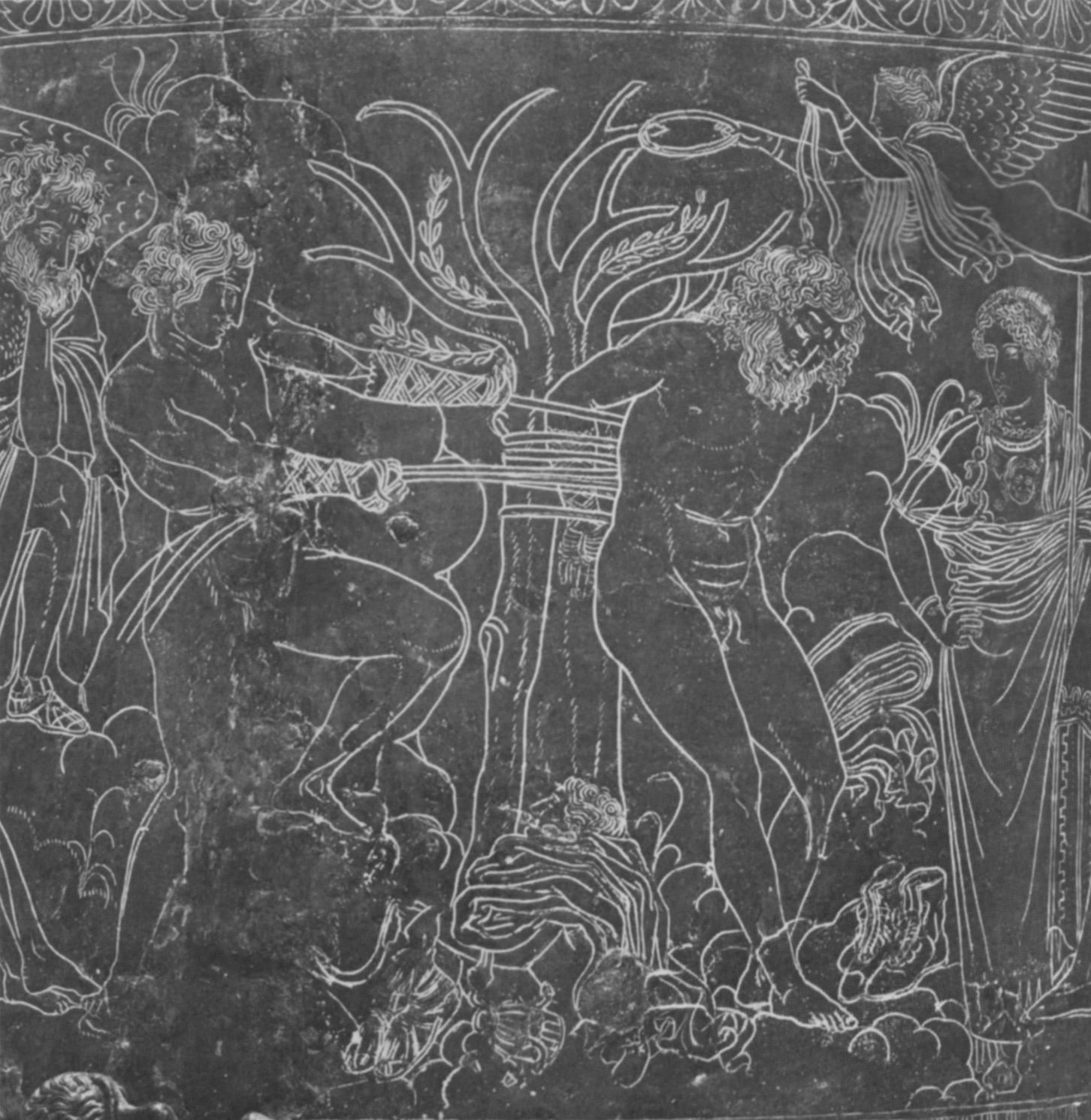
Scena centrale
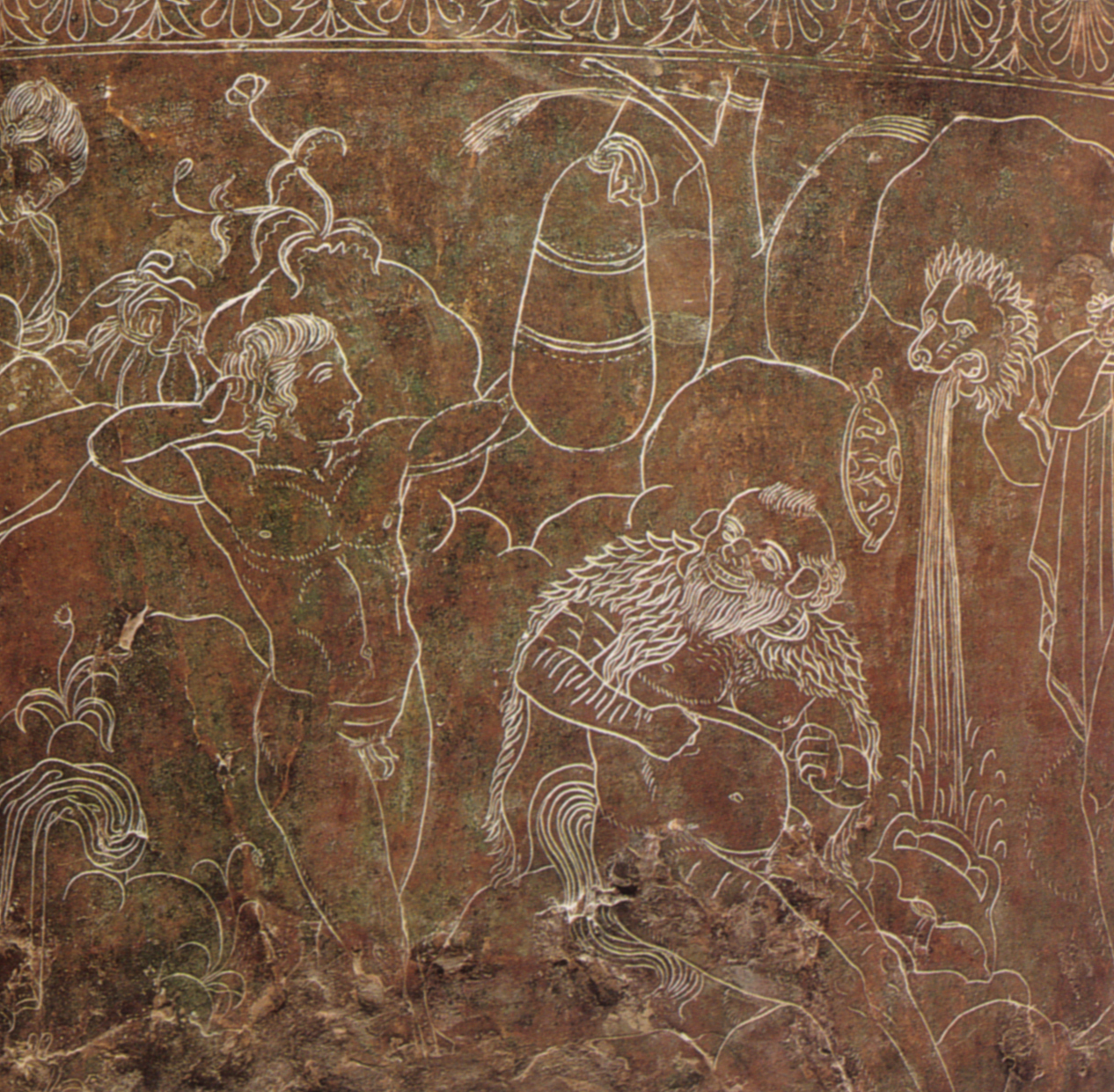
Gli Argonauti che si allenano al pugilato e un Papposileno
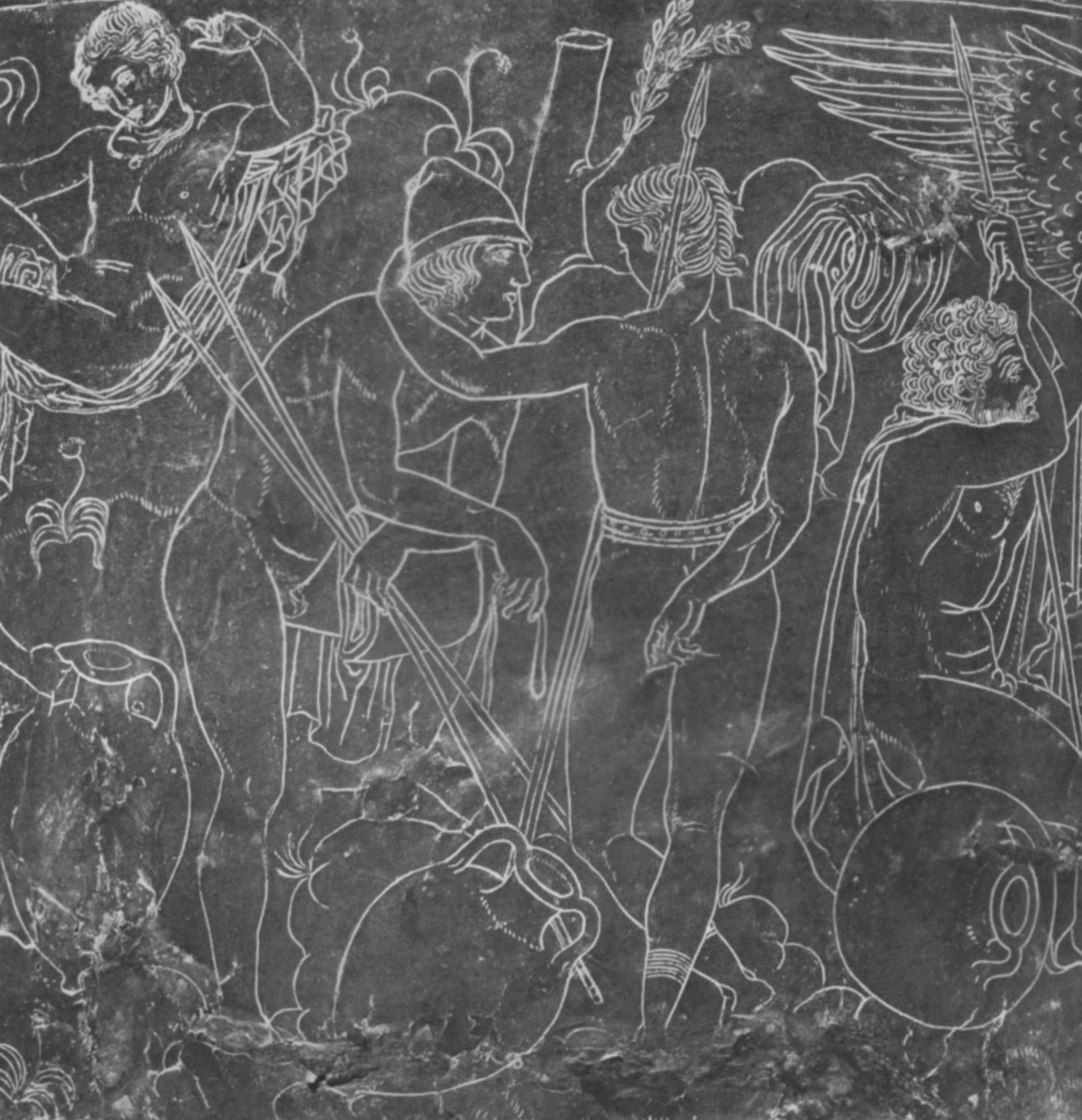
Due Greci tra anfore

## Stile e datazione

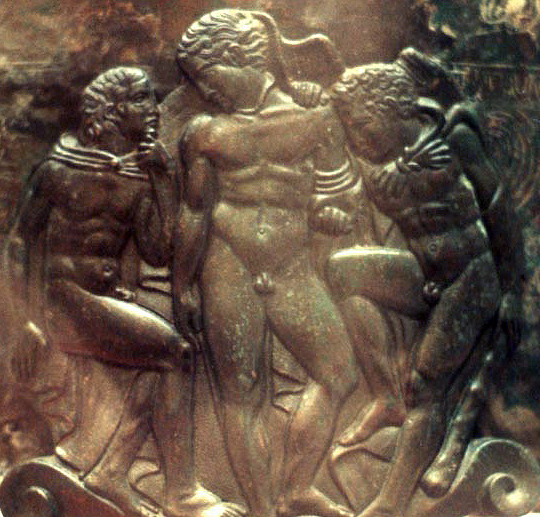
Particolare di un piede della cista, raffigurante Eracle, Eros e Iolao

La scelta delle scene non è completamente chiarita: la prima mostra un episodio concluso, da mettere in relazione alle analoghe raffigurazioni su specchi, mentre le altre due sembrano solo riempitive, per di più senza il senso logico che vedrebbe prima la nave (simboleggiante l'arrivo). Nonostante queste debolezze le figure sono costruite con notevole abilità, con scorci realistici e con un minuto tratteggio che indica alcune ombreggiature.
Da un'analisi complessiva emerge la coesistenza di diverse influenze artistiche: alla forma dell'oggetto, tipicamente prenestina, si affiancano decorazioni non originarie di Preneste, con alcuni dettagli legati al mondo etrusco-italico (i gioielli di Atena, le bullae su braccio di un Argonauta o il barilotto e il vaso "a gabbia"). Alcuni hanno ipotizzato un'origine letteraria delle scene in un dramma satiresco perduto di Sofocle (come farebbe pensare la presenza del Papposileno), mentre si esclude la derivazione dal perduto Ritorno degli Argonauti  di Micone. Lo stile generale delle scene fa pensare infatti a un modello greco del IV secolo a.C., confrontabile anche con il Cratere degli Argonauti al museo archeologico nazionale di Firenze (370 a.C. circa). Altre analogie sono con le lotte tra animali della Tomba François, con sarcofagi di Tarquinia e di Praeneste. La datazione in ultima analisi viene fatta in genere risalire attorno al 340 a.C.